# Национальный театр Сомали
Национальный театр Сомали (сомал. Masraxa Qaranka Soomaaliya) — расположен в центре Могадишо. Открылся в 1967 году и стал важной культурной достопримечательностью столицы страны. Учреждение закрылось после начала гражданской войны в начале 1990-х годов, но позже периодически ремонтировалось местными властями. В 2013 году правительства Сомали и Китая подписали официальное соглашение о сотрудничестве в рамках пятилетнего национального плана восстановления Сомали, согласно которому китайские власти реконструируют несколько основных инфраструктурных объектов в Могадишо и других местах, включая Национальный театр.

## История
Здание Национального театра Сомали было построено китайскими инженерами, как подарок от генерального секретаря ЦК КПК Мао Цзэдуна в 1960-х годах. Здание было открыто к посещениям в 1967 году.
После прихода к власти президента Мохамеда Сиада Барре Национальный театр стал важным институтом в рамках социалистического видения нового Сомали. Сиад Барре заявил, что хочет преодолеть клановое общество Сомали. В Национальном театре работали люди из самых разных кланов и развивали его уникальную эстетику.
Когда в июле 1991 года разразилась гражданская война, Национальный театр стал одним из первых разрушенных зданий. В первые месяцы войны в разрушенном здании даже проходило шоу под названием «Ты крышу разрушил, так что не смотри вверх». В дальнейшем, во время войны, театр не работал. В разрушенных помещениях впоследствии располагался склад оружия и неофициальный общественный туалет.
Осенью 2011 года директор Центра исследований и диалога Сомали Джабриль Ибрагим Абдулле начал собирать бывших артистов Национального театра, чтобы попробовать восстановить деятельность театра. После предварительного ремонта здания 19 марта 2012 года состоялась церемония открытия, которая транслировалась по национальному телевидению, присутствовало около 1000 зрителей, церемония включала в себя пьесу, написанную бывшими участниками различных групп: Дардарвин Валид (совет родителей). Несколько недель спустя, 4 апреля, на праздновании юбилея национального телевидения, проходившем в здании театра, произошел теракт, в результате которого погибли 10 человек. Ответственность за нападение взяла на себя группировка «Харакат аш-Шабаб». В 2013 году в здании продолжалась реконструкция, и директор театра Абдидух Юсуф Хасан запустил программу под названием «Хиргели Хамигаага Фанид» («Пробуди своего внутреннего художника»), которая по сути представляет собой своего рода «Сомалийского идола» — шоу талантов. В рамках этой деятельности поддержал празднование открытия Национального театра Сомали в изгнании в Вене в 2013 году. Абдиду Юсуф Хасан надеется возродить сомалийское театральное искусство с помощью этой программы.
В сентябре 2013 года министерства иностранных дел Сомали и Китая подписали в Могадишо официальное соглашение о сотрудничестве в рамках пятилетнего плана национального восстановления Сомали. В соответствии с соглашением китайские власти реконструируют несколько крупных инфраструктурных объектов в столице Сомали и других местах, включая Национальный театр, больницу и стадион Могадишо.